# Ana Padrón Barrera
Ana Padrón Barrera (Las Palmas de Gran Canaria, 16 de noviembre de 1933 - 23 de diciembre de 2021), conocida como "la abuela viajera", fue una mujer española que recorrió el mundo en furgoneta.

## Biografía
Segunda de 14 hermanos, su familia se trasladó a la isla de El Hierro, de donde era originaria su abuela paterna, quien a principios de siglo XX comenzó un negocio de importación y exportación internacional y también realizó viajes en solitario. Padrón solo realizó estudios primarios y adquirió nociones de inglés y francés.
Era madre de 4 hijos y fundó un negocio de ropa infantil hasta que se jubiló a los 63 años y se dedicó de pleno a sus viajes. En 1999 publicó el libro ¿Y tú, a dónde vas? El viaje de Ana Padrón, editado por ella misma y en el que relata sus vivencias, ilustradas por cientos de fotografías.

## Viajes realizados
Compró en 1985 una furgoneta blanca Mercedes Benz (a la que denominó "Merchibenz") y la acondicionó para viajar en solitario. Hasta su jubilación, aprovechaba sus vaciones para realizar viajes cortos por Europa, inicialmente a lugares que conocía. Describe su etapa viajera como "los doce años más felices de mi vida".
En 1987, su primer destino en furgoneta fue el Vaticano, pasando por Mónaco, Venecia y Roma. Una vez jubilada, en mayo de 1997 inició un recorrido de ocho meses por el continente americano, durante los que visitó Canadá, Estados Unidos, México, Guatemala, Costa Rica, Panamá, Colombia, Ecuador, Perú, Chile y Argentina. Tres años después viajó a África, pasando por Kenia, Tanzania, Botsuana, Sudáfrica, Ghana, Senegal, Marruecos, Túnez y Egipto. En 2002, llegó hasta el Polo Norte, habiendo recorrido Islandia, Reino Unido, Irlanda y los países escandinavos. Asimismo, viajó a Asia Oriental desde Rusia, atravesando Irán, Kazajistán, China, Hong Kong, Filipinas, Australia, Nueva Zelanda, Singapur, Tailandia, India, Pakistán, Corea del Sur y Japón. A su regreso, pasó por Turquía y Grecia, desde donde tomó un ferri a Italia y siguió conduciendo hasta las costas de Cádiz.
Sus viajes apenas contaron con planificación previa, sino que Padrón se movía de forma espontánea y apoyándose en la información suministrada por las respectivas embajadas de España en los países que visitaba. En los últimos años, sus viajes los realizaba por los pueblos de España.